# Xã Bloomfield, Quận LaGrange, Indiana
Xã Bloomfield (tiếng Anh: Bloomfield Township) là một xã thuộc quận LaGrange, tiểu bang Indiana, Hoa Kỳ. Năm 2010, dân số của xã này là 5.412 người.